# Валмики
Валмики (на санскрит: वाल्मीकि Vālmīki) е авторът на индийския епос Рамаяна. Въпреки че не е потвърдена дали е реално съществуваща историческа личност, на него се преписва текста на това най-велико произведение на древна Индия, от V век преди новата ера. Считан е за първи поет в санскритската литература.  Датировките за неговия живот са свързани с датировките в епоса. Счита се, че е живял в област Банда в днешен Утар Прадеш.
Съгласно легендите Валмики е бил в младостта си главатар на разбойническа банда. След срещата си с митическото същество Нарада, той променя възгледите си. По-късно при срещата си с ловец, който убива мъжката птица по време на любовна игра, той го проклева да не намери спокойствие във вечността.
Рамаяна означаващо Пътят на Рама е санскритски епос, който се състои от 24 000 строфи, разделени на седем книги. Творбата разказва историята на Рама и неговата съпруга Сита, която е отвлечена от демона и цар на Ланка Равана. Като една от най-важните литературни творби на Древна Индия Рамаяна е оказала дълбоко въздействие върху културата на Индийския подконтинент, както и на Югоизточна Азия, където е разпространена през VIII век.